# Adam Korol
Adam Marek Korol (Gdansk, 20 de agosto de 1974) es un deportista polaco que compitió en remo.
Participó en cinco Juegos Olímpicos de Verano, entre los años 1996 y 2012, obteniendo una medalla de oro en Pekín 2008, en la prueba de cuatro scull, el sexto lugar en Sídney 2000 (doble scull), el cuarto en Atenas 2004 (cuatro scull) y el sexto en Londres 2012 (cuatro scull).
Ganó siete medallas en el Campeonato Mundial de Remo entre los años 1998 y 2009, y una medalla de oro en el Campeonato Europeo de Remo de 2010.

## Palmarés internacional
| Juegos Olímpicos   | Juegos Olímpicos            | Juegos Olímpicos  | Juegos Olímpicos |
| Año                | Lugar                       | Medalla           | Prueba           |
| ------------------ | --------------------------- | ----------------- | ---------------- |
| 2008               | Pekín (China)               | Medalla de oro    | Cuatro scull     |
| Campeonato Mundial |                             |                   |                  |
| Año                | Lugar                       | Medalla           | Prueba           |
| 1998               | Colonia (Alemania)          | Medalla de bronce | Doble scull      |
| 2002               | Sevilla (España)            | Medalla de plata  | Cuatro scull     |
| 2003               | Milán (Italia)              | Medalla de bronce | Cuatro scull     |
| 2005               | Kaizu (Japón)               | Medalla de oro    | Cuatro scull     |
| 2006               | Eton (Reino Unido)          | Medalla de oro    | Cuatro scull     |
| 2007               | Múnich (Alemania)           | Medalla de oro    | Cuatro scull     |
| 2009               | Poznań (Polonia)            | Medalla de oro    | Cuatro scull     |
| Campeonato Europeo |                             |                   |                  |
| Año                | Lugar                       | Medalla           | Prueba           |
| 2010               | Montemor-o-Velho (Portugal) | Medalla de oro    | Cuatro scull     |